# Гастони, Лиза
Лиза Гастони (итал. Lisa Gastoni; род. 28 июля 1935 года, Алассио) — итальянская актриса.

## Биография
Дочь доктора из Турина и ирландки, от которой ей достались прекрасные зелёные глаза. После войны переехала в Лондон, где работала фотомоделью, а также в театре, кино и на телевидении. В 1961 году актриса вышла замуж за профессора физики Константина Маноса, но этот брак оказался недолгим. В конце 1950-х годов начала сниматься в итальянских фильмах, но первые предложения немного разочаровывают. Она приняла участие в ряде научно-фантастических фильмов (в титрах как Джейн Фейт). В этот период Лиза Гастони познакомилась с продюсером Джозефом Фрайдом и, несмотря на его солидный возраст, они сблизились на достаточно большой промежуток времени. Лиза Гастони много снималась, в частности у режиссёра Карло Лидзани, она и получила заслуженную награду за свою работу, но со временем она всё меньше стала появляться на экране, а в конце 1970-х годов вообще решила отказаться от карьеры актрисы, чтобы посвятить себя живописи и литературе.

## Фильмография
- 1955 — Калиф на час
- 1956 — Трое в лодке
- 1957 — Правда о женщинах
- 1962 — Ева
- 1968 — Семь братьев Черви
- 1978 — Аморальность
- 2005 — Боль чужих сердец
- 2017 — Голос из камня